# Гербы районов Камчатского края
Гербы муниципальных районов Камчатского края
| Герб | Наименование                   | Дата утверждения     | Номер в ГГР |
| ---- | ------------------------------ | -------------------- | ----------- |
|      | Герб Алеутского района         | 1 декабря 2008 года  | 4521        |
|      | Герб Быстринского района       | 14 марта 2012 года   | 7611        |
|      | Герб Елизовского района        | 3 марта 2010 года    | 5973        |
|      | Герб Карагинского района       | 24 ноября 2008 года  | 4519        |
|      | Герб Мильковского района       | 11 января 2017 года  | 11415       |
|      | Герб Олюторского района        | 25 июня 2009 года    | 5727        |
|      | Герб Пенжинского района        | 12 декабря 2012 года | 8135        |
|      | Герб Соболевского района       | 9 марта 2006 года    | 2243        |
|      | Герб Тигильского района        | 20 февраля 2008 года | 4317        |
|      | Герб Усть-Большерецкого района | 14 мая 2005 года     | 1923        |
|      | Герб Усть-Камчатского района   | 2 апреля 2003 года   | 1181        |

Герб Корякского автономного округа
| Герб | Наименование                       | Дата существования                     | Номер в ГГР |
| ---- | ---------------------------------- | -------------------------------------- | ----------- |
|      | Герб Корякского автономного округа | 13 июля 1998 года — 18 марта 2010 года | 437         |